# 아르드노르 잉그비 트뢰이스타손
아르드노르 잉그비 트라우스타손(아이슬란드어: Arnór Ingvi Traustason, 1993년 4월 30일 ~ )은 뉴잉글랜드 레벌루션에서 미드필더로 활약하고 있는 아이슬란드의 축구 선수이다.

## 경력 통계

### 국가대표 팀
2019년 11월 14일 기준
| 국가대표 팀 | 년도 | 출장 | 골 |
| ----------- | ---- | ---- | -- |
| 아이슬란드  | 2015 | 2    | 0  |
| 아이슬란드  | 2016 | 10   | 5  |
| 아이슬란드  | 2017 | 3    | 0  |
| 아이슬란드  | 2018 | 10   | 0  |
| 아이슬란드  | 2019 | 8    | 0  |
| 합계        | 합계 | 33   | 5  |

## 수상
노르셰핑
- 알스벤스칸: 2015[1]